# Supply chain management
Supply chain management (SCM) handlar om materialflödet genom ett företag. Enligt vissa författare finns ingen bra svensk översättning på SCM, men enligt Carl-Henrik Nilsson, Ulf Paulsson, Kjell Tryggestad, Sten Wandel, Henrik Norinder (vilka skrivit en svensk bok om fenomenet) är begreppet flödesekonomi det bästa svenska ordet för SCM
Med en supply chain avser man flödet av pengar, varor eller information från tillverkare till den slutliga kunden genom alla stegen i produktionen (och ibland även tillbaka igen, om det handlar om återvinning). Supply chain management är också nära sammankopplat med logistik, där SCM är ett konkret tankesätt att se över de logistiska funktionerna ur en organisations synvinkel. Kedjan omfattar även de organisationer och processer som behövs för att skapa och leverera produkter och tjänster till konsumenten. 
Supply chain-flödet kan indelas i tre underflöden:
- Produktflödet
- Informationsflödet
- Penningflödet

Planering, schemaläggning och kontroll av denna kedja är vad man kallar för supply chain management. Genom att effektivisera denna kedja kan man sänka kostnader och minska varulager.
Vid administration av supply chain strävar man efter att:
- Minska rutinmässiga kostnader
- Förbättra kvaliteten av informationsflödet
- Minska tiden det tar att genomföra affärstransaktioner
- Förenkla överföringen och användningen av information för användaren

Effektiv SCM bygger framför allt på användning av EDI, en kommunikationsstandard som gör det möjligt för olika organisationer att utbyta elektroniska dokument, vilka EDI-funktionen översätter med hjälp av en s.k. translator, så att dokumentet blir läsbart för andra.
Ett exempel på supply chain management är Wal-Mart Link.